# Federico II de Hesse-Homburg
Federico II de Hesse-Homburg (en alemán: Friedrich II. von Hessen-Homburg), conocido como el príncipe de Homburg (Homburg, 30 de marzo de 1633-ibidem, 24 de enero de 1708), fue landgrave de Hesse-Homburg. También fue un general experimentado y de éxito de las coronas de Suecia y Brandeburgo, aunque es mejor recordado como el héroe epónimo de la obra de Heinrich von Kleist El Príncipe de Homburg.

## Biografía

### Infancia y juventud
Federico nació en Homburg (actualmente Bad Homburg), siendo el séptimo y más joven de los vástagos del landgrave Federico I de Hesse-Homburg, quien murió en 1638, dejando a los hijos para ser criados bajo el cuidado de su madre, Margarita Isabel de Leiningen-Westerburg.
Por órdenes de su madre, Federico fue educado por tutores privados junto con los hijos de su primo, el landgrave Jorge II de Hesse-Darmstadt, en Marburgo. En 1648, se rompió una pierna y pasó algún tiempo convaleciente en Bad Pfäfers.
Cuando el mariscal de campo Enrique de la Tour d'Auvergne, vizconde de Turenne, apareció en la vecindad, Federico fue enviado por su madre para conducir negociaciones para la seguridad de Homburg. Turenne encontró al príncipe tan comprometido que quiso llevárselo consigo en su ejército y pagar por su educación militar. No obstante, la madre de Federico se opuso a la idea, y todo quedó en nada.
A la edad de 16 años realizó un Grand Tour a través de Italia y Francia, y fue después matriculado en la Universidad de Génova, aunque no siguió un curso real de estudios académicos: aprendió a bailar, montar a caballo y esgrima, y pulió su conocimiento de la lengua francesa.

### Carrera militar
Como sus hermanos mayores le precedían en la sucesión, se decidió por una carrera militar y en 1654 pasó a ser coronel en el ejército del rey de Suecia, Carlos X Gustavo.

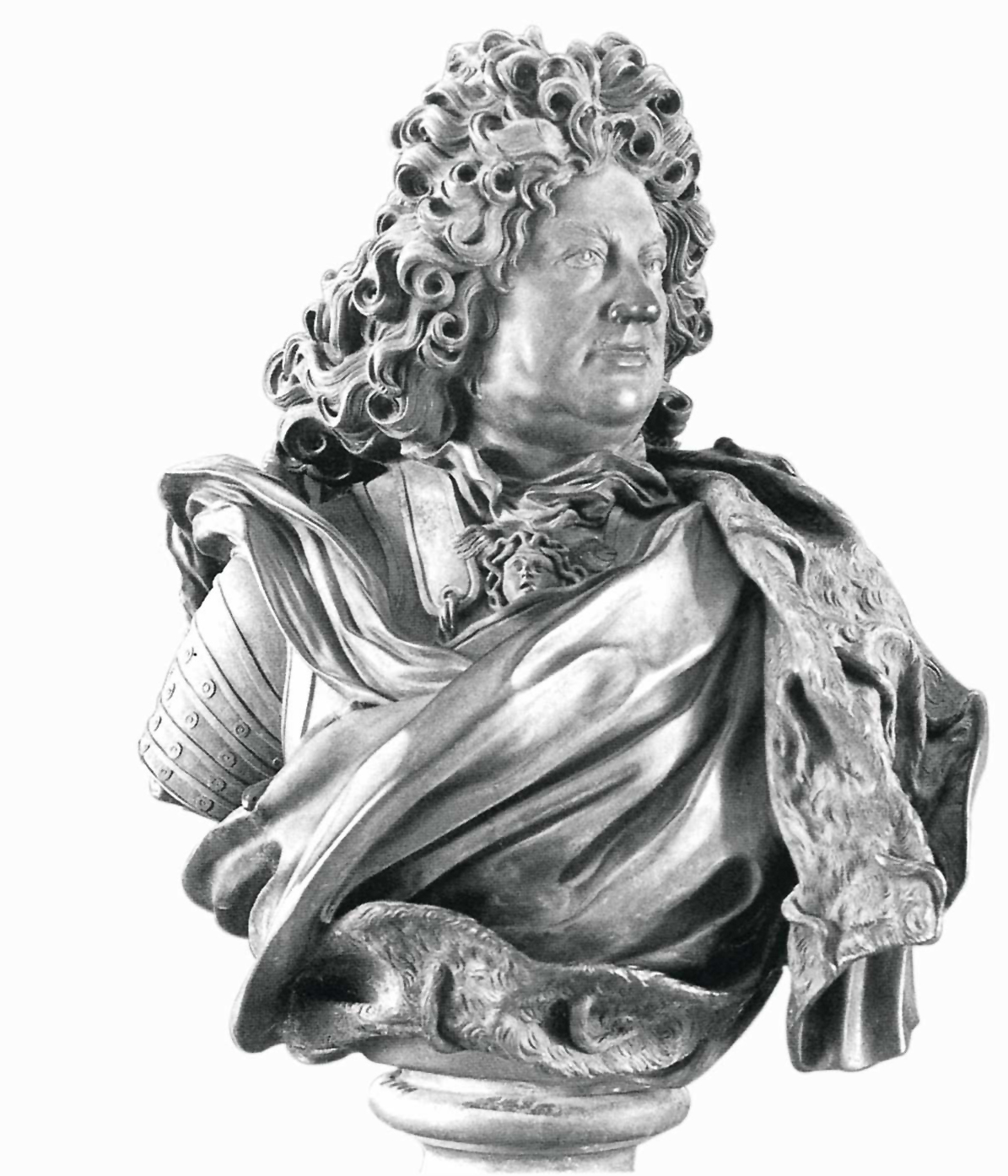
Federico II de Hesse-Homburg: busto por Andreas Schlüter, fundido por Johann Jacobi (vestíbulo del Palacio de Homburg).

En 1659, durante el Asalto de Copenhague durante la Guerra del Norte, Federico fue tan gravemente herido que la parte inferior de su pierna derecha tuvo que ser amputada. Fue promovido a mayor general (Generalmajor) y desde entonces en adelante tuvo una pata de palo. Federico fue elegido por Carlos X como estatúder de Livonia, pero después de la muerte del rey las cosas cambiaron considerablemente, y Federico abandonó el servicio sueco en 1661.
El mismo año contrajo matrimonio con Margareta Brahe, una rica viuda sueca, quien murió en 1669. Con su riqueza adquirió fincas en Brandeburgo y se hizo amigo del elector Federico Guillermo I de Brandeburgo. En 1670, Federico contrajo matrimonio con la sobrina del elector, la princesa Luisa Isabel de Curlandia, después de moverse del luteranismo a la iglesia reformada y entrar al servicio de Brandeburgo como general. En 1672, recibió el mando de todas las fuerzas de Brandeburgo.
En 1672 y 1674, luchó en la guerra franco-holandesa, entre otros sitios en Alsacia, contra el ejército francés comandado por Turenne. Como comandante de la caballería de Brandeburgo, durante la invasión sueca, el 28 de junio de 1675 en la batalla de Fehrbellin atacó al ejército sueco sin órdenes para hacerlo, causándole graves pérdidas. Este movimiento contribuyó decisivamente a la victoria de Brandeburgo pero también disgustó al elector. En los años 1676-1678, tomó parte en las campañas en Pomerania y Prusia, y negoció de parte del elector de Brandeburgo el Tratado de Saint-Germain de 1679.

### Landgrave de Hesse-Homburg
Después de abandonar el servicio militar, vivió como Junker en Brandeburgo. Después de la muerte de Jorge Cristián, su segundo hermano mayor, quien había hipotecado el landgraviato de Hesse-Homburg y la ciudad de Homburg a Hesse-Darmstadt, Federico lo redimió, y tomó como residencia Homburg. En 1681, después de la muerte de su hermano, el landgrave Guillermo Cristóbal de Hesse-Homburg, Federico tomó el control sobre el gobierno del territorio como Federico II. No obstante, fue obligado a devolver el territorio de Bingenheim, que Guillermo Cristóbal había ocupado, a Hesse-Darmstadt, a cambio de compensación financiera.
Hizo construir el Castillo de Homburg en estilo barroco, y se involucró, con poco éxito, en la economía local con el establecimiento de una factoría de vidrio y una planta de salinación. Más exitoso fue el asentamiento de refugiados hugonotes y valdenses de Francia, en Friedrichsdorf y Dornholzhausen. Su alquimista de la corte, Paul Andrich, hizo para él una pierna prostática con muelles y soportes de plata —de aquí su sobrenombre "el landgrave con la pierna de plata"—.
En 1690, murió su mujer, habiéndole dado 12 hijos. A la edad de 59 años, Federico contrajo matrimonio por tercera vez con la viuda Sofía Sibila de Leiningen-Westerburg, una conexión de la familia de su madre, quien le dio tres hijos más.
Federico murió en 1708 en Homburg, aparentemente de neumonía, después de un último viaje a Leipzig para encontrarse con el rey Carlos XII de Suecia.

## Descendencia
Federico II estuvo casado tres veces: en 1661 con la condesa Margarita Brahe (1603-1669); en 1670 con la princesa Luisa Isabel de Curlandia (1646-1690); y en 1691 con la condesa Sofía Sibila de Leiningen-Westerburg (1656-1724).
Hijos con Luisa Isabel de Curlandia:
- Carlota Dorotea Sofía (1672-1738), desposó en 1694 al duque Juan Ernesto III de Sajonia-Weimar (1664-1707).
- Federico III Jacobo (1673-1746), landgrave de Hesse-Homburg. Desposó en primeras nupcias en 1700 a la princesa Isabel Dorotea de Hesse-Darmstadt (1676-1721), y en segundas nupcias en 1728 a la princesa Cristiana Carlota de Nassau-Ottweiler (1685-1761).
- Carlos Cristián (1674-1695), caído en el sitio de Namur.
- Eduviges Luisa (1675-1760), desposó en 1718 al conde Adán Federico von Schlieben (1677-1752).
- Felipe (1676-1703), caído en la batalla de Speyerbach en la guerra de sucesión española.
- Guillermina María (1678-1770), desposó en 1711 al conde Antonio II de Aldenburg (1681-1738).
- Leonor Margarita (1679-1763), soltera.
- Isabel Juliana Francisca (1681-1707), desposó en 1702 al príncipe Federico Guillermo Adolfo de Nassau-Siegen (1680-1722).
- Juana Ernestina (1682-1698).
- Fernando (n. y m. 1683).
- Carlos Fernando (1684-1688).
- Casimiro Guillermo (1690-1726), desposó en 1722 a la condesa Cristina Carlota de Solms-Braunfels (1690-1751).

Hijos con Sofía Sibila de Leiningen-Westerburg:
- Luis Jorge (1693-1728), desposó en 1710 a la condesa Cristina de Limpurg-Sontheim (1683-1746).
- Federica Sofía (1693-1694).
- Leopoldo (n. y m. 1695).